# 비르키르카라
비르키르카라(몰타어: Birkirkara)는 몰타 최대의 도시이다. 몰타섬 중부에 위치하며, 몰타의 수도 발레타로부터 약 4km 정도 떨어져 있다. 인구는 2005년 기준으로 약 21,775명이며, 몰타를 대표하는 축구 클럽 비르키르카라 FC가 이 도시를 연고로 하고 있다.

비르키르카라의 위치